# Tachypleus
Tachypleus és un gènere de xifosurs de la família dels limúlids que habita al sud-est i est d'Àsia.